# Cerodontha pygmina
Cerodontha pygmina är en tvåvingeart som beskrevs av Friedrich Georg Hendel 1931. Cerodontha pygmina ingår i släktet Cerodontha och familjen minerarflugor. Inga underarter finns listade i Catalogue of Life.